# Ядро Діріхле
Ядро Діріхле — {\displaystyle 2\pi }-періодична функція, що задається формулою:
{\displaystyle D_{n}(x)=\sum _{k=-n}^{n}{\frac {e^{ikx}}{2}}={\frac {1}{2}}+\sum _{k=1}^{n}\cos(kx)={\frac {\sin \left(\left(n+{\frac {1}{2}}\right)x\right)}{2\sin(x/2)}}.}
Функція є ядром, згортка з яким дає часткову суму тригонометричного ряда Фур'є. Це дозволяє аналітично оцінювати співвідношення між початковою функцією і її наближеннями в просторі {\displaystyle L_{2}[-\pi ,\pi ]}.

## Доведення тригонометричної тотожності

### За допомогою формули суми синусів
Нехай є сума косинусів: {\displaystyle {\frac {1}{2}}+\cos x+\cos(2x)+...+\cos(nx).}
Помножимо кожен доданок на {\displaystyle 2\sin \left({\frac {x}{2}}\right)} і перетворимо одержані доданки за допомогою стандартної тригонометричної формули {\displaystyle 2\sin \alpha \cos \beta =\sin(\alpha +\beta )+\sin(\alpha -\beta ):}
{\displaystyle 2\sin \left({\frac {x}{2}}\right)\left({\frac {1}{2}}+\cos x+\cos(2x)+...+\cos(nx)\right)=\sin {\frac {x}{2}}-\sin {\frac {x}{2}}+\sin {\frac {3x}{2}}-\sin {\frac {3x}{2}}+...+\sin(n+{\frac {1}{2}})x=\sin \left(n+{\frac {1}{2}}\right)x.}
Необхідна рівність одержується діленням двох сторін на {\displaystyle 2\sin \left({\frac {x}{2}}\right).}

### За допомогою суми геометричної прогресії
Сума скінченної геометричної прогресії є рівною
{\displaystyle \sum _{k=0}^{n}ar^{k}=a{\frac {1-r^{n+1}}{1-r}}.}
Як наслідок, зокрема:
{\displaystyle \sum _{k=-n}^{n}r^{k}=r^{-n}\cdot {\frac {1-r^{2n+1}}{1-r}}.}
Якщо домножити чисельник і знаменник на {\displaystyle r^{-1/2}}, то одержується рівність:
{\displaystyle {\frac {r^{-n-1/2}}{r^{-1/2}}}\cdot {\frac {1-r^{2n+1}}{1-r}}={\frac {r^{-n-1/2}-r^{n+1/2}}{r^{-1/2}-r^{1/2}}}.}
Для одержання необхідної тотожності у попередньому виразі потрібно взяти {\displaystyle r=e^{ix}.} Тоді:
{\displaystyle \sum _{k=-n}^{n}e^{ikx}={\frac {e^{-(n+1/2)ix}-e^{(n+1/2)ix}}{e^{-ix/2}-e^{ix/2}}}={\frac {-2i\sin((n+1/2)x)}{-2i\sin(x/2)}}={\frac {\sin((n+1/2)x)}{\sin(x/2)}}.}

## Співвідношення з рядом Фур'є
Нехай {\displaystyle f(x)} — інтегровна на {\displaystyle [-\pi ,\pi ]} і {\displaystyle 2\pi }-періодична, тоді {\displaystyle \forall x\in \mathbb {R} ,~\forall n\in \mathbb {N} } для часткової суми ряду Фур'є виконується рівність:
{\displaystyle S_{n}(f;x)={\frac {1}{\pi }}\int \limits _{-\pi }^{\pi }f(x+u){\frac {\sin(n+{\frac {1}{2}})u}{2\sin {\frac {u}{2}}}}du={\frac {1}{\pi }}\int \limits _{-\pi }^{\pi }f(x+u)D_{n}(u)du}
Ця формула є однією із найважливіших в теорії рядів Фур'є.

### Доведення
Розглянемо n-ну часткову суму ряду Фур'є:
{\displaystyle S_{n}(f;x)={\frac {a_{0}}{2}}+\sum \limits _{k=1}^{n}(a_{k}\cos(kx)+b_{k}\sin(kx))\qquad (1)}
{\displaystyle S_{n}(f;x)={\frac {1}{2\pi }}\int \limits _{-\pi }^{\pi }f(t)dt+\sum _{k=1}^{n}\left[\left({\frac {1}{\pi }}\int \limits _{-\pi }^{\pi }f(t)\cos(kt)dt\right)\cos(kx)+\left({\frac {1}{\pi }}\int \limits _{-\pi }^{\pi }f(t)\sin(kt)dt\right)\sin(kx)\right]\qquad (2)}
{\displaystyle S_{n}(f;x)={\frac {1}{\pi }}\int \limits _{-\pi }^{\pi }f(t)\left[{\frac {1}{2}}+\sum _{k=1}^{n}\left(\cos(kt)\cos(kx)+\sin(kt)\sin(kx)\right)\right]dt\qquad (3)}
Застосовуючи формулу косинуса різниці до виразу під знаком суми, одержуємо:
{\displaystyle S_{n}(f;x)={\frac {1}{\pi }}\int \limits _{-\pi }^{\pi }f(t)\left[{\frac {1}{2}}+\sum _{k=1}^{n}\left(\cos(k(t-x)\right)\right]dt\qquad (4)}
Застосовуючи це перетворення до формули (4), одержуємо:
{\displaystyle S_{n}(f;x)={\frac {1}{\pi }}\int \limits _{-\pi }^{\pi }f(t){\frac {\sin(n+{\frac {1}{2}})(t-x)}{2\sin {\frac {t-x}{2}}}}dt\qquad (5)}
Після заміни змінної {\displaystyle u=t-x}
{\displaystyle S_{n}(f;x)={\frac {1}{\pi }}\int \limits _{-\pi -x}^{\pi -x}f(x+u){\frac {\sin(n+{\frac {1}{2}})u}{2\sin {\frac {u}{2}}}}du={\frac {1}{\pi }}\int \limits _{-\pi }^{\pi }f(x+u){\frac {\sin(n+{\frac {1}{2}})u}{2\sin {\frac {u}{2}}}}du\qquad (6)}

## Властивості ядра Діріхле
- {\displaystyle D_{n}(x)} — функція {\displaystyle 2\pi }-періодична і парна.
- {\displaystyle \forall n\in \mathbb {N} ~\int \limits _{-\pi }^{\pi }D_{n}(u)du={\pi }}